# Rochester, New York
Rochester je grad u američkoj saveznoj državi New York i sjedište okruga Monroe, a prema popisu stanovništva iz 2000. imao je 219.773 stanovnika, što ga čini trećim najvećim gradom u saveznoj državi New York, nakon New Yorka i Buffala.
Grad Rochester nalazi se u središtu većeg metropolitanskog područja koje osim cijeloga okruga Monroe uključuje i okruge Genesee, Livingston, Ontario, Orleans, i Wayne. Ta je konurbacija prema popisu iz 2000. imala ukupno 1,037.831 stanovnika.

## Školstvo, kultura i rekreacija
Grad je poznat po brojnim srednjim školama i sveučilištima, a školstvo je ujedno i primarna djelatnost u njemu. U Rochesteru se nalaze i brojne kulturne institucije poput filharmonijskog orkestra Rochester Philharmonic Orchestra, međunarodnog muzeja fotografije i filma George Eastman House International Museum of Photography and Film, memorijalne umjetničke galerije Memorial Art Gallery, muzeja umjetnosti i znanosti Rochester Museum of Arts and Sciences, te muzeja igre Strong Museum s više od pola milijuna objekata i najvećom svjetskom kolekcijom lutaka i igračaka, a tu je još i planetarij Strasenburg Planetarium.
U gradu se nalaze i brojni parkovi, a ima i 13 rekreacijskih centara s punim radnim vremenom. U Rochesteru se održava i godišnji festival jorgovana, koji traje deset dana u svibnju i na kojem se prikazuje gotovo 400 različitih varijacija jorgovanova cvijeta, a posjećuje ga 100.000 posjetitelja koji stižu i iz udaljenih krajeva poput Europe i Japana.
Južno od Rochestera nalazi se slikovit državni park Letchworth State Park sa svojim kanjonom i slapovima, a južno i jugoistočno od grada nalazi se ledenjački formirana regija jezera Finger, u kojoj se nalaze brojna jezera i drvene kućice za ljetni odmor.

## Vanjske poveznice
- Službene internet stranice grada Rochestera  Arhivirana inačica izvorne stranice od 10. studenoga 2013. (Wayback Machine)